# Zenon Fajfer
Zenon Fajfer (ur. 1970) – polski poeta, dramaturg, twórca i teoretyk liberatury, redaktor – wraz z Katarzyną Bazarnik – serii „liberatura” w Korporacji Ha!art. Wspólnie opublikowali Oka-leczenie (2000) i (O)patrzenie ("Ha!art", 2003). Jest autorem dramatu Odlot (Ha!art 2019) wyreżyserowanego przez Annę Augustynowicz w Teatrze Współczesnym w Szczecinie (prapremiera 13 grudnia 2021), która otrzymała Nagrodę im. Konrada Swinarskiego dla najlepszego reżysera w sezonie 2021/2022 za reżyserię Odlotu. Spektakl otrzymał Grand Prix 28. Ogólnopolskiego Konkursu na Wystawienie Polskiej Sztuki Współczesnej. Fajfer jest także autorem dwujęzycznego tomu poezji liberackiej dwadzieścia jeden liter/ten letters (2010) i tomu Liberatura czyli Literatura totalna: teksty zebrane z lat 1999-2009 (Ha!art 2010).  W wydawnictwie Forma ukazały się jego tomy poetyckie Powieki (2013), Widok z głębokiej wieży (2015) i Pieśń słowronka (2023). W lutym 2023 jego dramat Uwolnienie został nagrodzony w V Konkursie Dramaturgicznym "Strefy Kontaktu". Uwolnienie miało premierę w październiku 2023 roku we Wrocławskim Teatrze Współczesnym; reżyserował Kuba Kowalski.
Zenon Fajfer wydał także Spoglądając przez ozonową dziurę ("Ha!art", 2004; wydany również w wersji angielskiej pod tytułem But Eyeing Like Ozone Whole w przekładzie Krzysztofa Bartnickiego). 
Mieszka w Krzeszowicach. 